# Snědek jehlancovitý
Snědek jehlancovitý (Ornithogalum brevistylum, syn. Ornithogalkum pyramidale, Loncomelos brevistylus) je druh jednoděložné rostliny z čeledi chřestovité (Asparagaceae). V minulosti byl řazen do čeledi hyacintovité (Hyacinthaceae), případně do čeledi liliovité v širším pojetí (Liliaceae s.l.). Některými autory (jako Dostál 1989) byl řazen do zvláštního rodu Loncomelos, česky se pak nazýval snědovka krátkočnělká.

## Popis
Jedná se o asi 30–120 vysokou vytrvalou rostlinu s cibulí, která má do 3 cm v průměru. Listy jsou jen v přízemní růžici, víceméně sivozelené, přisedlé. Čepele jsou čárkovité, žlábkovité, asi 6–15 mm široké. Květy jsou v květenstvích, kterým je výrazně jehlancovitý hrozen, listeny na bázi květních stopek jsou dole rozšířeny v postranní bezžilné laloky, asi v polovině se pak náhle zužují do špičky. Okvětních lístků je 6, jsou volné, asi 10–12 mm dlouhé a asi 2–3 mm široké. Mají výrazně mléčně bílou barvu, na okraji nejsou zvlněné, na rubu mají výrazný zelený proužek. Tyčinek je 6, nitky jsou bez zoubků. Čnělky jsou asi 1,4–2 mm dlouhé. Gyneceum je srostlé ze 3 plodolistů, plodem je tobolka,.

## Rozšíření ve světě
Snědek jehlancovitý roste hlavně v jihovýchodní až střední Evropě.

## Rozšíření v Česku
V ČR roste pouze na jihovýchodní Moravě, v Bílých Karpatech. Je to silně ohrožená rostlina flóry ČR, kategorie C2. Roste na výslunných stráních, mezích, po příkopech, vzácněji i jako polní plevel. Kvete v červnu až červenci.